# Список губернаторов Алабамы
Губернатор Алабамы — руководитель исполнительной власти данного штата США, отвечающий за исполнение законов штата. Он имеет право собирать законодательное собрание Алабамы, одобрять законы, принятые собранием, или накладывать на них вето и осуществлять помилование, кроме случаев отрешения от должности. Губернатор также является главнокомандующим вооружёнными силами штата.
За время своего существования штат сменил 53 губернатора; эта официальная нумерация не включает исполняющих обязанности и военных губернаторов. Кроме того, первый губернатор — Уильям Уайатт Бибб — до вступления в должность был единственным губернатором территории Алабама. Также 5 человек временно исполняли губернаторские обязанности; с их учётом общее число лиц, работавших губернатором штата, равно 58, распределенным по 63 отдельным срокам. Ещё 4 человек работали губернатором более одного срока с перерывами: Бибб Грейвз, Джим Фольсом и Фоб Джеймс занимали должность по два периода полномочий, а Джордж Уоллис отслужил три периода с перерывами. Формально эти сроки с перерывами нумеруются только номером первого срока. Уильям Джелкс также занимал должность в течение нескольких периодов с перерывами, но отслужил первый период как исполняющий обязанности губернатора. Дольше всех прослужил Джордж Уоллис — 16 лет за четыре срока. Самое короткое время службы губернатора, не являющегося временно исполняющим обязанности, было у Хью Маквея, который прослужил 4½ месяца, заменив подавшего в отставку Клемента Клея. Жена Джорджа Уоллиса Лёрлин была первой и пока что единственной женщиной-губернатором Алабамы и третьей женщиной-губернатором какого-либо штата США. Действующим губернатором является республиканка Кей Айви, вступившая в должность 10 апреля 2017 года.

## Губернаторы

### Губернатор территории Алабама
О периоде до образования территории см. список губернаторов территории Миссисипи.
Территория Алабама образовалась 3 марта 1817 года, до этого она входила в состав территории Миссисипи. У неё был только один губернатор, назначаемый президентом США до преобразования территории в штат; позже он стал первым губернатором штата Алабама.
| Портрет                             | Губернатор  | Начало срока  | Конец срока     | Кем назначен |
| ----------------------------------- | ----------- | ------------- | --------------- | ------------ |
| Portrait of a man facing the right. | Уильям Бибб | 6 марта 1817. | 14 декабря 1819 | Джеймс Монро |

### Губернаторы штата Алабама
Алабама была принята в Федерацию 14 декабря 1819 года. 11 января 1861 года она вышла из состава федерации, а 4 февраля того же года стала членом-учредителем Конфедеративных штатов Америки; правительства Федерации в изгнании не существовало, поэтому линия губернаторов единственна и непрерывна. После окончания гражданской войны во время реконструкции Юга штат был частью 3-го военного округа, в некоторой степени контролировавшего назначения губернаторов и выборы. 14 июля 1868 года Алабама была повторно принята в Федерацию.
Первая конституция Алабамы, ратифицированная в 1819 году, предусматривала выборы губернатора каждые 2 года, запрещая работать губернатором более 4 из каждых 6 лет. Это ограничение оставалось в силе до принятия конституции 1868 года, разрешившей губернаторам служить неограниченное число двухлетних сроков. Действующая конституция 1901 года увеличила длительность срока до 4 лет, но запретила губернаторам переизбираться без перерывов. 282 поправка к конституции, принятая в 1968 году, разрешила губернаторам переизбираться на 1 срок. До 1901 года в конституции не была указана фиксированная дата начала срока новоизбранного губернатора, а новая конституция установила эту дату на первый понедельник после второго вторника в первом январе после выборов.
В 1869 году была учреждена должность вице-губернатора, в 1875 году её упразднили, а в 1901 воссоздали. Согласно текущей конституции, если губернатор покинет пределы штата более чем на 20 дней, вице-губернатор станет исполняющим обязанности губернатора, а если должности губернатора станет вакантной, то вице-губернатор станет губернатором. Согласно предыдущим редакциям конституции, полномочия губернатора передаются преемнику, нежели преемник становится губернатором, но официальный список называет преемников полноправными губернаторами. Губернатор и вице-губернатор избираются по разным бюллетеням.
До Гражданской войны избиратели Алабамы поддерживали Демократическую партию, избирая кандидатов только от Демократическо-республиканской и Демократической партий. После окончания реконструкции Юга были избраны двое губернаторов-республиканцев, но затем Демократическая партия восстановила своё положение, и очередной республиканец был избран только через 112 лет.
 Демократическая партия (52)
 Демократическо-республиканская партия (3)
 Независимый (1)
 Военный (1)
 Республиканская партия (6)
| #  | Портрет                        | Губернатор | Губернатор                     | Начало срока    | Конец срока     | Вице-губернатор                     | Вице-губернатор                     | Число сроков    |
| -- | ------------------------------ | ---------- | ------------------------------ | --------------- | --------------- | ----------------------------------- | ----------------------------------- | --------------- |
| 1  |                                |            | Уильям Бибб 1781—1820          | 14 декабря 1819 | 10 июля 1820    | Нет                                 | Нет                                 | 1⁄2             |
| 2  |                                |            | Томас Бибб 1783—1839           | 10 июля 1820    | 9 ноября 1821   | Нет                                 | Нет                                 | 1⁄2             |
| 3  |                                |            | Исраэль Пикенс 1780—1827       | 9 ноября 1821   | 25 ноября 1825  | Нет                                 | Нет                                 | 2               |
| 4  |                                |            | Джон Мёрфи 1786—1841           | 25 ноября 1825  | 25 ноября 1829  | Нет                                 | Нет                                 | 2               |
| 5  |                                |            | Габриэль Мур 1785—1845         | 25 ноября 1829  | 3 марта 1831    | Нет                                 | Нет                                 | 1⁄2             |
| 6  |                                |            | Сэмюэл Мур 1789—1846           | 3 марта 1831    | 26 ноября 1831  | Нет                                 | Нет                                 | 1⁄2             |
| 7  |                                |            | Джон Гейл 1792—1859            | 26 ноября 1831  | 21 ноября 1835  | Нет                                 | Нет                                 | 2               |
| 8  |                                |            | Клемент Клей 1789—1866         | 21 ноября 1835  | 17 июля 1837    | Нет                                 | Нет                                 | 1⁄2             |
| 9  |                                |            | Хью Маквей 1766—1851           | 17 июля 1837    | 30 ноября 1837  | Нет                                 | Нет                                 | 1⁄2             |
| 10 |                                |            | Артур Бэгби 1794—1858          | 30 ноября 1837  | 22 ноября 1841  | Нет                                 | Нет                                 | 2               |
| 11 |                                |            | Бенджамин Фицпатрик 1802—1869  | 22 ноября 1841  | 10 декабря 1845 | Нет                                 | Нет                                 | 2               |
| 12 |                                |            | Джошуа Мартин 1799—1856        | 10 декабря 1845 | 16 декабря 1847 | Нет                                 | Нет                                 | 1               |
| 13 |                                |            | Ройбен Чепмен 1799—1882        | 16 декабря 1847 | 17 декабря 1849 | Нет                                 | Нет                                 | 1               |
| 14 |                                |            | Генри Колльер 1801—1855        | 17 декабря 1849 | 20 декабря 1853 | Нет                                 | Нет                                 | 2               |
| 15 |                                |            | Джон Уинстон 1812—1871         | 20 декабря 1853 | 1 декабря 1857  | Нет                                 | Нет                                 | 2               |
| 16 |                                |            | Эндрью Мур 1807—1873           | 1 декабря 1857  | 2 декабря 1861  | Нет                                 | Нет                                 | 2               |
| 17 |                                |            | Джон Шортер 1818—1872          | 2 декабря 1861  | 1 декабря 1863  | Нет                                 | Нет                                 | 1               |
| 18 |                                |            | Томас Уоттс 1819—1892          | 1 декабря 1863  | 1 мая 1865      | Нет                                 | Нет                                 | 1⁄2             |
| 19 |                                |            | Льюис Парсонс 1817—1895        | 21 июня 1865    | 13 декабря 1865 | Нет                                 | Нет                                 | 1⁄2             |
| 20 |                                |            | Роберт Паттон 1809—1885        | 13 декабря 1865 | 24 июля 1868    | Нет                                 | Нет                                 | 1               |
| —  |                                |            | Уогер Суейн 1834—1902          | 2 марта 1867    | 14 июля 1868    | Нет                                 | Нет                                 | —               |
| 21 |                                |            | Уильям Смит 1826—1899          | 24 июля 1868    | 26 ноября 1870  | Нет                                 | Нет                                 | 1               |
| 21 | Эндрью Эпплгейт 1833—1870      |            | Уильям Смит 1826—1899          | 24 июля 1868    | 26 ноября 1870  |                                     |                                     | 1               |
| 22 |                                |            | Роберт Линдсей 1824—1902       | 26 ноября 1870  | 17 ноября 1872  |                                     | Эдвард Морен 1825—1886              | 1               |
| 23 |                                |            | Дэвид Льюис 1820—1884          | 17 ноября 1872  | 24 ноября 1874  |                                     | Александер Маккинстри 1822—1879     | 1               |
| 24 |                                |            | Джордж Хьюстон 1811—1879       | 24 ноября 1874  | 28 ноября 1878  |                                     | Роберт Лайгон 1823—1901             | 2               |
| 24 | Нет                            |            | Джордж Хьюстон 1811—1879       | 24 ноября 1874  | 28 ноября 1878  |                                     |                                     | 2               |
| 25 |                                |            | Руфус Кобб 1829—1913           | 28 ноября 1878  | 1 декабря 1882  | Нет                                 | Нет                                 | 2               |
| 26 |                                |            | Эдвард О’Нил 1818—1890         | 1 декабря 1882  | 1 декабря 1886  | Нет                                 | Нет                                 | 2               |
| 27 |                                |            | Томас Си 1846—1896             | 1 декабря 1886  | 1 декабря 1890  | Нет                                 | Нет                                 | 2               |
| 28 |                                |            | Томас Джонс 1844—1914          | 1 декабря 1890  | 1 декабря 1894  | Нет                                 | Нет                                 | 2               |
| 29 |                                |            | Уильям Келвин Оутс 1835—1910   | 1 декабря 1894  | 1 декабря 1896  | Нет                                 | Нет                                 | 1               |
| 30 |                                |            | Джозеф Джонстон 1843—1913      | 1 декабря 1896  | 1 декабря 1900  | Нет                                 | Нет                                 | 2               |
| —  |                                |            | Уильям Джелкс 1855—1931        | 1 декабря 1900  | 26 декабря 1900 | Нет                                 | Нет                                 | 1⁄3             |
| 31 |                                |            | Уильям Семфорд 1844—1901       | 1 декабря 1900  | 11 июня 1901    | Нет                                 | Нет                                 | 1⁄3             |
| 32 |                                |            | Уильям Джелкс 1855—1931        | 11 июня 1901    | 14 января 1907  | Нет                                 | Нет                                 | 1+1⁄3           |
| 32 | Расселл Каннингем 1855—1921    |            | Уильям Джелкс 1855—1931        | 11 июня 1901    | 14 января 1907  |                                     |                                     | 1+1⁄3           |
| —  |                                |            | Расселл Каннингем 1855—1921    | 25 апреля, 1904 | 5 марта 1905    | Исполняющий обязанности губернатора | Исполняющий обязанности губернатора | —               |
| 33 |                                |            | Брегстон Камер 1848—1927       | 14 января 1907  | 17 января 1911  |                                     | Генри Грей 1867—1919                | 1               |
| 34 |                                |            | Эммет О'Нил 1853—1922          | 17 января 1911  | 18 января 1915  |                                     | Уолтер Сид, старший 1864—1959       | 1               |
| 35 |                                |            | Чарльз Хендерсон 1860—1937     | 18 января 1915  | 20 января 1919  |                                     | Томас Килби 1865—1943               | 1               |
| 36 |                                |            | Томас Килби 1865—1943          | 20 января 1919  | 15 января 1923  |                                     | Натан Миллер 1866—1933              | 1               |
| 37 |                                |            | Уильям Брендон 1868—1934       | 15 января 1923  | 17 января 1927  |                                     | Чарльз Макдауэлл 1871—1943          | 1               |
| —  |                                |            | Чарльз Макдауэлл 1871—1943     | 10 июля 1924    | 11 июля 1924    | Исполняющий обязанности губернатора | Исполняющий обязанности губернатора | —               |
| 38 |                                |            | Бибб Грейвз 1873—1942          | 17 января 1927  | 19 января 1931  |                                     | Уильям Девис 1867—1934              | 1               |
| 39 |                                |            | Бенджамин Миллер 1864—1944     | 19 января 1931  | 14 января 1935  |                                     | Хью Меррилл 1877—1954               | 1               |
| 38 |                                |            | Бибб Грейвз 1873—1942          | 14 января 1935  | 17 января 1939  |                                     | Томас Найт 1898—1937                | 1               |
| 40 |                                |            | Фрэнк Диксон 1892—1965         | 17 января 1939  | 19 января 1943  |                                     | Альберт Кармайкл 1895—1952          | 1               |
| 41 |                                |            | Чонси Спаркс 1884—1968         | 19 января 1943  | 20 января 1947  |                                     | Левен Эллис 1881—1968               | 1               |
| 42 |                                |            | Джим Фольсом 1908—1987         | 20 января 1947  | 15 января 1951  |                                     | Джеймс Инзер 1887—1967              | 1               |
| 43 |                                |            | Гордон Персонс 1902—1965       | 15 января 1951  | 17 января 1955  |                                     | Джеймс Аллен 1912—1978              | 1               |
| 42 |                                |            | Джим Фольсом 1908—1987         | 17 января 1955  | 19 января 1959  |                                     | Уильям Хардуик 1910—1993            | 1               |
| 44 |                                |            | Джон Паттерсон 1921—2021       | 19 января 1959  | 14 января 1963  |                                     | Альберт Баутуэлл 1904—1978          | 1               |
| 45 |                                |            | Джордж Уоллес 1919—1998        | 14 января 1963  | 16 января 1967  |                                     | Джеймс Аллен 1912—1978              | 1               |
| 46 |                                |            | Лёрлин Уоллес 1926—1968        | 16 января 1967  | 7 мая 1968      |                                     | Альберт Брюэр 1928—2017             | 1⁄2             |
| 47 |                                |            | Альберт Брюэр 1928—2017        | 7 мая 1968      | 18 января 1971  | Должность вакантна                  | Должность вакантна                  | 1⁄2             |
| 45 |                                |            | Джордж Уоллес 1919—1998        | 18 января 1971  | 15 января 1979  |                                     | Джер Бисли род. 1935                | 2               |
| —  |                                |            | Джер Бисли род. 1935           | 5 июня 1972     | 7 июля 1972     | Исполняющий обязанности губернатора | Исполняющий обязанности губернатора | —               |
| 48 |                                |            | Фоб Джеймс род. 1934           | 15 января 1979  | 17 января 1983  |                                     | Джордж Макмиллан род. 1943          | 1               |
| 45 |                                |            | Джордж Уоллес 1919—1998        | 17 января 1983  | 19 января 1987  |                                     | Билл Бексли род. 1941               | 1               |
| 49 |                                |            | Гай Хант 1933—2009             | 19 января 1987  | 22 апреля 1993  |                                     | Джим Фольсом-младший                | 1+1⁄2 род. 1949 |
| 50 |                                |            | Джим Фольсом-младший род. 1949 | 22 апреля 1993  | 16 января 1995  | Должность вакантна                  | Должность вакантна                  | 1⁄2             |
| 48 |                                |            | Фоб Джеймс род. 1934           | 16 января 1995  | 18 января 1999  |                                     | Дон Сигельман род. 1946             | 1               |
| 51 |                                |            | Дон Сигельман род. 1946        | 18 января 1999  | 20 января 2003  |                                     | Стив Уиндом род. 1949               | 1               |
| 52 |                                |            | Роберт Райли род. 1944         | 20 января 2003  | 17 января 2011  |                                     | Люси Бексли 1937—2016               | 2               |
| 52 | Джим Фольсом-младший род. 1949 |            | Роберт Райли род. 1944         | 20 января 2003  | 17 января 2011  |                                     |                                     | 2               |
| 53 |                                |            | Роберт Бентли род. 1943        | 17 января 2011  | 10 апреля 2017  |                                     | Кей Айви род. 1944                  | 1               |
| 54 |                                |            | Кей Айви род. 1944             | 10 апреля 2017  | Действующий     |                                     | Должность вакантна                  |                 |

### Другие должности губернаторов
18 губернаторов Алабамы занимали более высокие федеральные или конфедеративные должности. 15 из них были избраны в Конгресс, хотя один из них представлял Джорджию. Остальные три работали в конфедеративном правительстве: двое — членами Временного Конгресса КША, ещё один был Генеральным прокурором КША. Один из губернаторов был послом в России. Двое губернаторов (отмечены: *) подали в отставку ради мест в Сенате, а ещё двое (отмечены ^) подали в отставку с других должностей ради поста губернатора.
Кроме того, двое губернаторов вскоре после Гражданской войны были избраны в Сенат, но не вступили в должность: Льюису Парсонсу было отказано в месте, потому что Алабама ещё не была реконструирована, а Джон Уинстон отказался принять клятву верности.
Все перечисленные представители и сенаторы представляли Алабаму, если не указано иное.
| Губернатор          | Губернаторский срок | Другие должности                                         | Источники     |
| ------------------- | ------------------- | -------------------------------------------------------- | ------------- |
| Уильям Бибб         | 1817—1820           | Член палаты представителей, сенатор от Джорджии          | [ 25 ] [ 26 ] |
| Израэль Пикенс      | 1821—1825           | Член Палаты представителей от Северной Каролины, сенатор | [ 27 ]        |
| Джон Мёрфи          | 1825—1829           | Член Палаты представителей                               | [ 28 ]        |
| Габриэль Мур        | 1829—1831           | Члены Палаты представителей, сенатор*                    | [ 29 ]        |
| Джон Гейл           | 1831—1835           | Член Палаты представителей                               | [ 30 ]        |
| Клемент Клей        | 1835—1837           | Член Палаты представителей, сенатор*                     | [ 31 ]        |
| Артур Бегби         | 1837—1841           | Сенатор, Посол в России                                  | [ 32 ]        |
| Бенджамин Фицпатрик | 1841—1845           | Сенатор (в том числе как временный президент Сената)     | [ 33 ]        |
| Джошуа Мартин       | 1845—1847           | Член Палаты представителей                               | [ 34 ]        |
| Ройбен Чепмен       | 1847—1849           | Член Палаты представителей                               | [ 35 ]        |
| Джон Уинстон        | 1853—1857           | Был избран в Сенат, но получил отказ в месте сенатора    | [ 36 ]        |
| Джон Шортер         | 1861—1863           | Член Временного Конгресса КША^                           | [ 37 ] [ 38 ] |
| Томас Уоттс         | 1863—1865           | Генеральный прокурор Конфедеративных штатов Америки      | [ 16 ]        |
| Льюис Парсонс       | 1865                | Был избран в Сенат, но получил отказ в месте сенатора    | [ 17 ]        |
| Дэвид Льюис         | 1872—1874           | Член Временного Конгресса КША                            | [ 39 ]        |
| Джордж Хьюстон      | 1874—1878           | Член Палаты представителей, сенатор                      | [ 40 ]        |
| Джозеф Джонстон     | 1896—1900           | Сенатор                                                  | [ 41 ]        |
| Уильям Семфорд      | 1900—1901           | Член Палаты представителей                               | [ 42 ]        |
| Брегстон Камер      | 1907—1911           | Сенатор                                                  | [ 43 ]        |
| Роберт Райли        | 2003—2011           | Член Палаты представителей                               | [ 44 ]        |

### Комментарии
1. ↑  Архивных записей, указывающих на фактическую дату назначения Бибба губернатором, немного.  Территория образовалась 3 марта 1817 года, но Уильяма назначил губернатором президент США Джеймс Монро, вступивший в должность президента на следующий день. Другие источники указывают, что другие крупные назначения на государственные должности территории были проведены 6 марта 1817 года[4]
2. ↑  Включая вторые сроки 4 губернаторов и по одному сроку 4 исполняющих обязанности.
3. ↑  Военный губернатор не включён в официальную нумерацию.
4. ↑  Включая второй срок 1 губернатора.
5. ↑  Губернаторы, служившие по несколько сроков подряд, официально нумеруются только один раз; последующие сроки отмечены первоначальным номером, выделенным курсивом.
6. ↑  Должность вице-губернатора была учреждена конституцией штата 1868 года,[10] упразднена конституцией 1875,[11] и воссоздана конституцией 1901 года.[12]
7. ↑  Вице-губернатор представляет ту же партию, что и губернатор, если не указано иное.
8. ↑  Неполные сроки некоторых губернаторов не следует понимать буквально; они призваны обозначить одиночные сроки, в течение которых работало по несколько губернаторов по различным обстоятельствам (отставка, уход из жизни и др.).
9. 1 2 3 4 5  Умер в должности.
10. 1 2 3  Будучи председателем сената штата, заполнил остаток срока Бибба.
11. 1 2  Подал в отставку ради места в Сенате.
12. ↑  Мартин был демократом-противником руководителей партии, поэтому баллотировался как независимый кандидат.[15]
13. ↑  Вскоре после окончания Гражданской войны был арестован силами Федерации; несколько недель спустя был освобождён.[16]
14. ↑  Временный губернатор, назначенный оккупационным правительством Федерации; в период между арестом Уоттса и назначением Парсонса в Алабаме не было губернатора, вместо него штатом управлял генерал Джордж Томас.[17]
15. ↑  В марте 1867 года Конгресс лишил Паттона большинства его полномочий, после чего штата фактически контролировался генерал-майором Уогером Суейном.[18]
16. ↑  Военный губернатор, назначенный во время Реконструкции; хотя официально губернатором всё еще был Паттон, он был в основном подставным лицом. Указанная дата начала срока Суейна — дата принятия первого закона о Реконструкции, поместившего Алабаму в Третий военный округ; во всех источниках указано лишь следующее: месяц — март 1867 года[18] и «когда были приняты законы о Реконструкции».[19] Дата конца срока также не определена, но предполагается, что Суейн потерял полномочия, когда Алабаму повторно приняли в Федерацию.
17. 1 2  Робер Линдсей принял присягу 26 ноября 1870 года, но Уильям Хью Смит 2 недели отказывался покидать своё место, утверждая, что Линдсей был избран нечестным путём, но 8 декабря в конце концов покинул должность по распоряжению суда.[20]
18. ↑  Исполнял обязанности губернатора в течение 26 дней. Джелкс был председателем сената штата, пока Уильям Семфорд находился за пределами штата в начале своего срока, нуждаясь в медицинской помощи.[21]
19. ↑  Будучи председателем сената штата, заполнил остаток срока Семфорда, впоследствии был избран губернатором.
20. ↑  Конституция 1901 года увеличила сроки с 2 до 4 лет; 2-летний срок Семфорда заполнялся первым сроком Джелкса, и последний в 1902 году избрался на 4-летний срок.
21. ↑  Исполнял обязанности губернатора почти в течение года. Каннингем был вице-губернатором, пока Уильям Джелкс находился за пределами штата на лечении.[22]
22. ↑  Исполнял обязанности губернатора в течение 2 дней. Макдуаэлл был вице-губернатором, пока Уильям Брендон находился за пределами штата в течение 21 дня как делегат Демократической конвенции 1924 года[англ.].[3]
23. 1 2  Губернатор Лёрлин Уоллес покинула штат на 20 дней ради лечения; будучи вице-губернатором, Альберт Брюер приступил к исполнению обязанностей губернатора 25 июля 1967 года. Уоллес вернулась в штат позднее в тот же день.[3][23]
24. 1 2  Будучи вице-губернатором, заполнил конец срока Брюера.
25. ↑  Исполнял обязанности губернатора в течение 32 дней. Бисли был вице-губернатором, пока Джордж Уоллес пребывал в Мэрилэнде в течение 52 дней на лечении после покушения во время своей кампании перед выборами президента США.[3]
26. 1 2 3 4  Представлял Демократическую партию.
27. ↑  Смещен с должности по обвинению в противоправном использовании средств избирательной кампании и инаугурации для погашения личных долгов; позднее помилован отделом условно-досрочного освобождения штата на основании невиновности.[24]
28. ↑  Представлял Республиканскую партию.
29. ↑  Первый срок Бентли истекает[англ.] 19 января 2015 года; он ещё не превысил ограничение по числу сроков.

#### Общие ссылки
- Alabama Governors (англ.). Alabama Department of Archives & History. Дата обращения: 1 августа 2007. Архивировано 17 марта 2013 года.
- Governors of Alabama (англ.). Ассоциация губернаторов США. Дата обращения: 10 апреля 2012. Архивировано 10 февраля 2007 года.

#### Конституции штата
- Constitution of the State of Alabama (англ.). Законодательное собрание Алабамы[англ.] (1901). Дата обращения: 26 марта 2008. Архивировано из оригинала 23 сентября 2006 года.
- Constitution of the State of Alabama (англ.). Законодательное собрание Алабамы[англ.] (1875). Дата обращения: 3 июля 2008. Архивировано из оригинала 23 сентября 2008 года.
- Constitution of the State of Alabama (англ.). Законодательное собрание Алабамы[англ.] (1868). Дата обращения: 3 июля 2008. Архивировано из оригинала 23 сентября 2008 года.
- Constitution of the State of Alabama (англ.). Законодательное собрание Алабамы[англ.] (1865). Дата обращения: 3 июля 2008. Архивировано из оригинала 23 сентября 2008 года.
- Constitution of the State of Alabama (англ.). Законодательное собрание Алабамы[англ.] (1861). Дата обращения: 3 июля 2008. Архивировано из оригинала 20 сентября 2008 года.
- Constitution of the State of Alabama (англ.). Законодательное собрание Алабамы[англ.] (1819). Дата обращения: 3 июля 2008. Архивировано из оригинала 15 апреля 2014 года.

#### Прочие ссылки
- Официальный сайт губернатора Алабамы Архивная копия от 15 января 2020 на Wayback Machine